# Gary Knell
Gary Evan Knell, né le 27 février 1954, est une personnalité américaine de l'audiovisuel public. Il est président du réseau de radiodiffusion public américain NPR depuis le 1er décembre 2011. Il annonce le 19 août 2013 son intention de démissionner de sa fonction en vue de prendre la direction de la National Geographic Society.
Il a été de 2000 à 2011 président de la société de production Sesame Workshop.